# Andechs
Andechs este o comună din landul Bavaria, Germania. Localitatea are patru cartiere: Erling, Frieding, Machtlfing și Rothenfeld. 

## Monumente
Mănăstirea Andechs este un renumit loc de pelerinaj fiind cunoscută și datorită propriei berării. 

## Personalități
- Casa de Andechs
- Carl Orff (1895-1982), compozitor și profesor de muzică, înmormântat în biserica Mănăstirii Andechs.

## Galerie de imagini

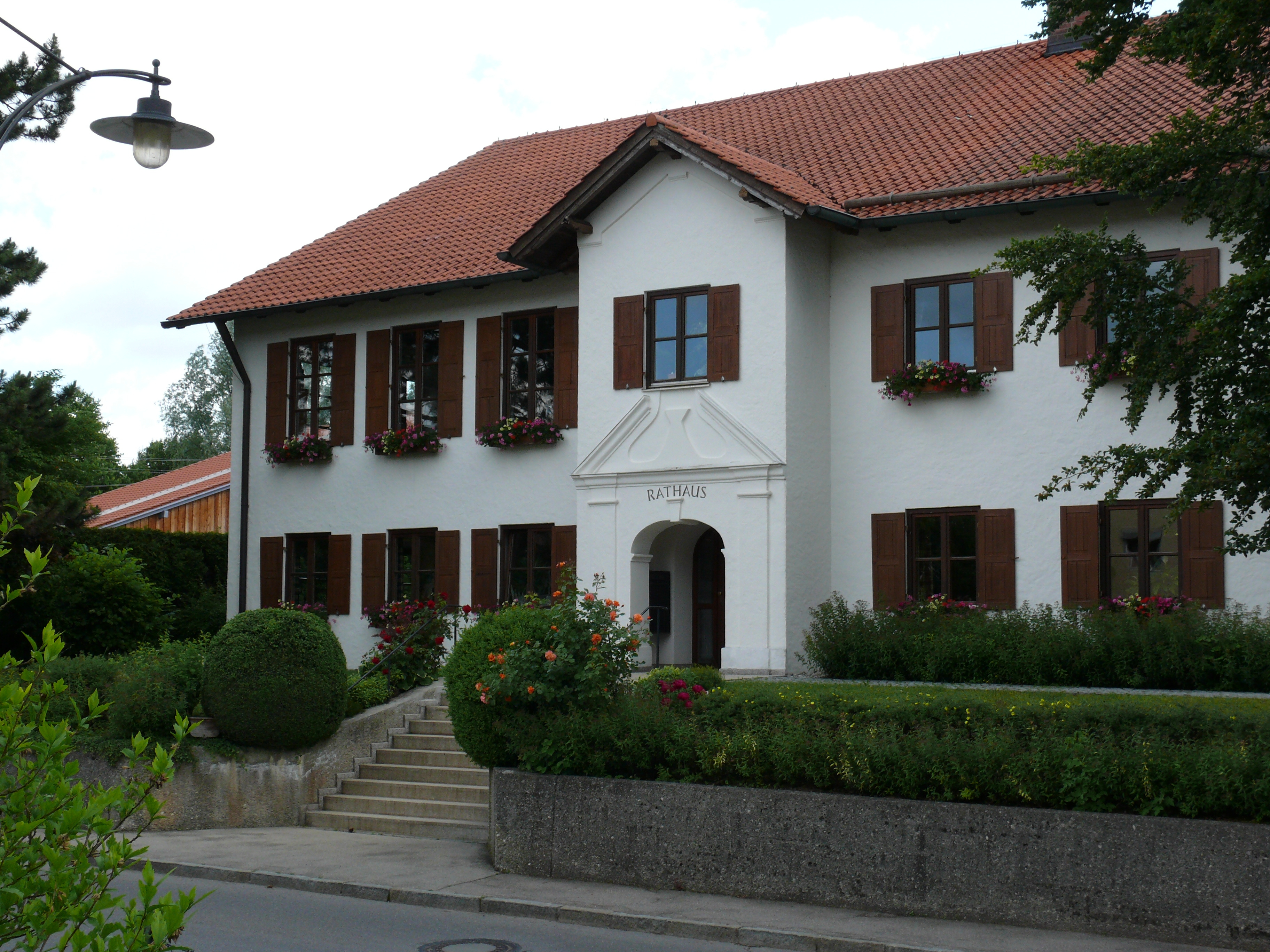
Primăria din Andechs
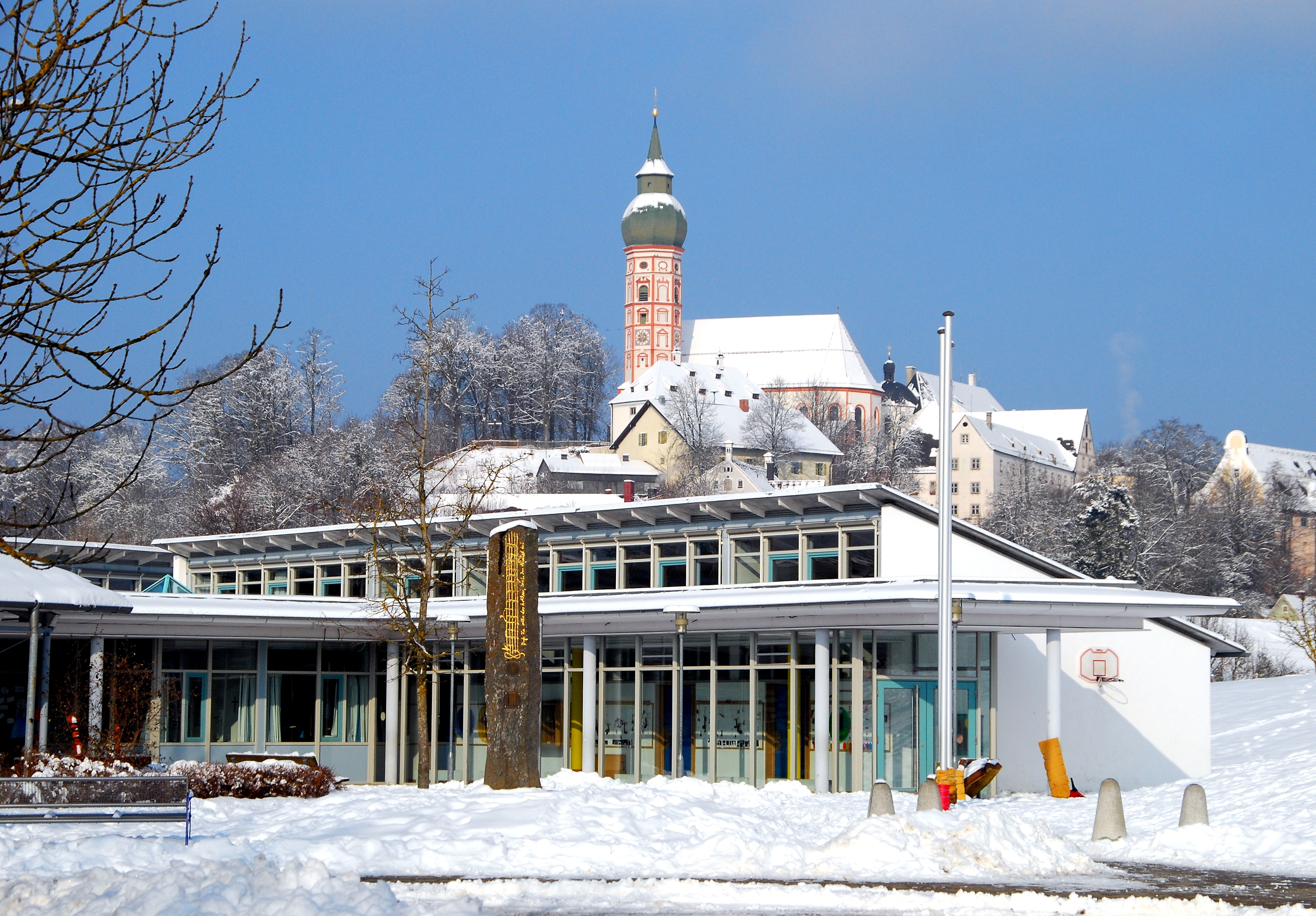
Școala primară din Andechs
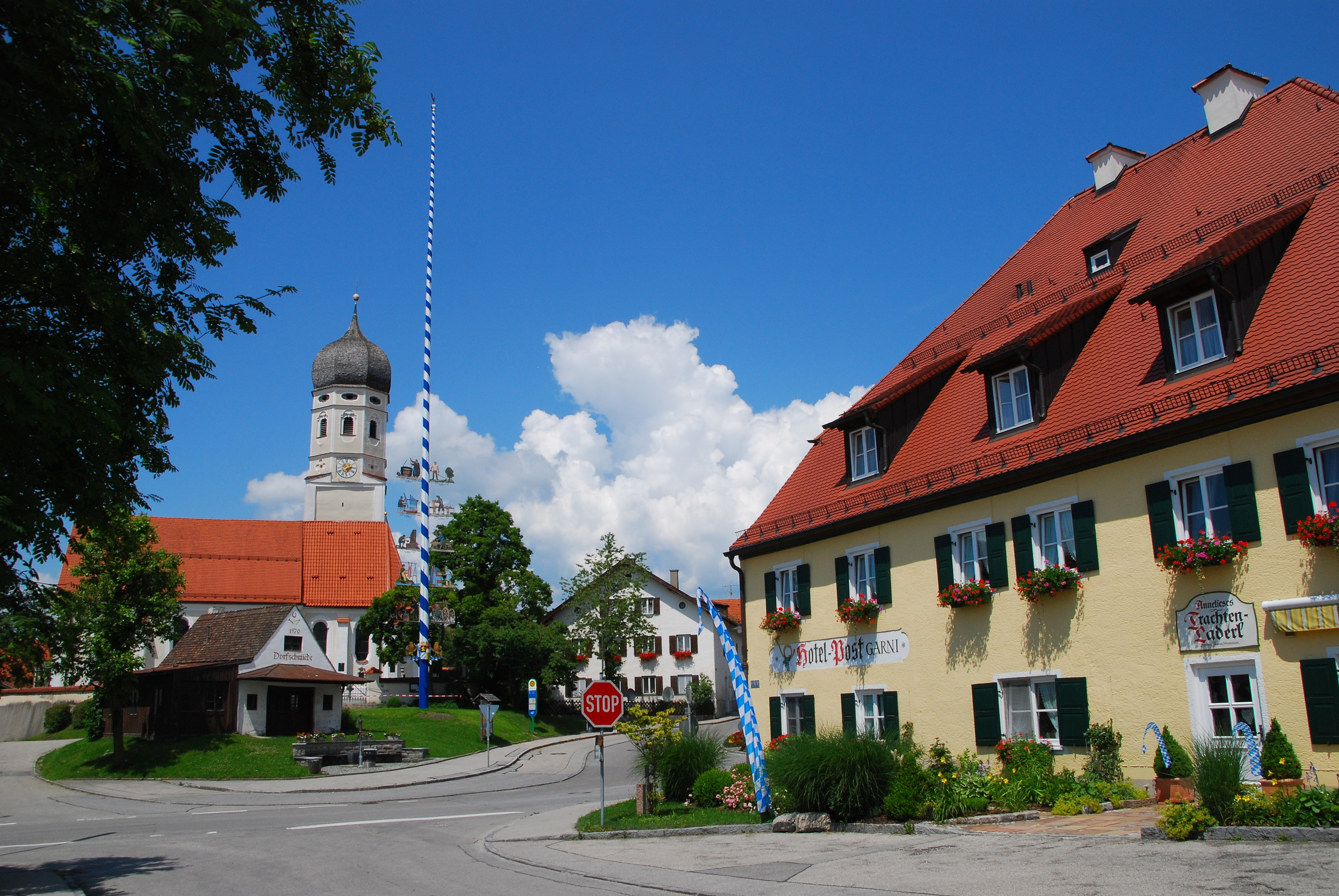
Andechs, Cartierul Erling, centru
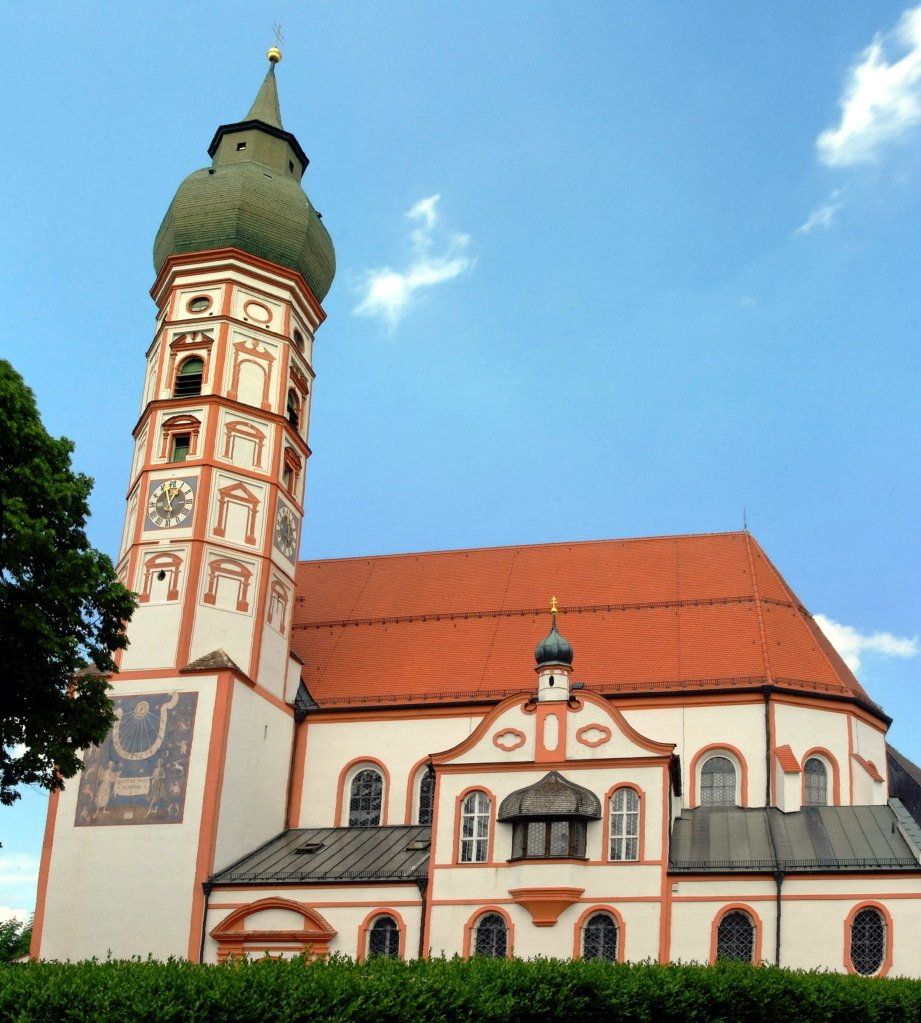
Biserica mănăstirii din Andechs
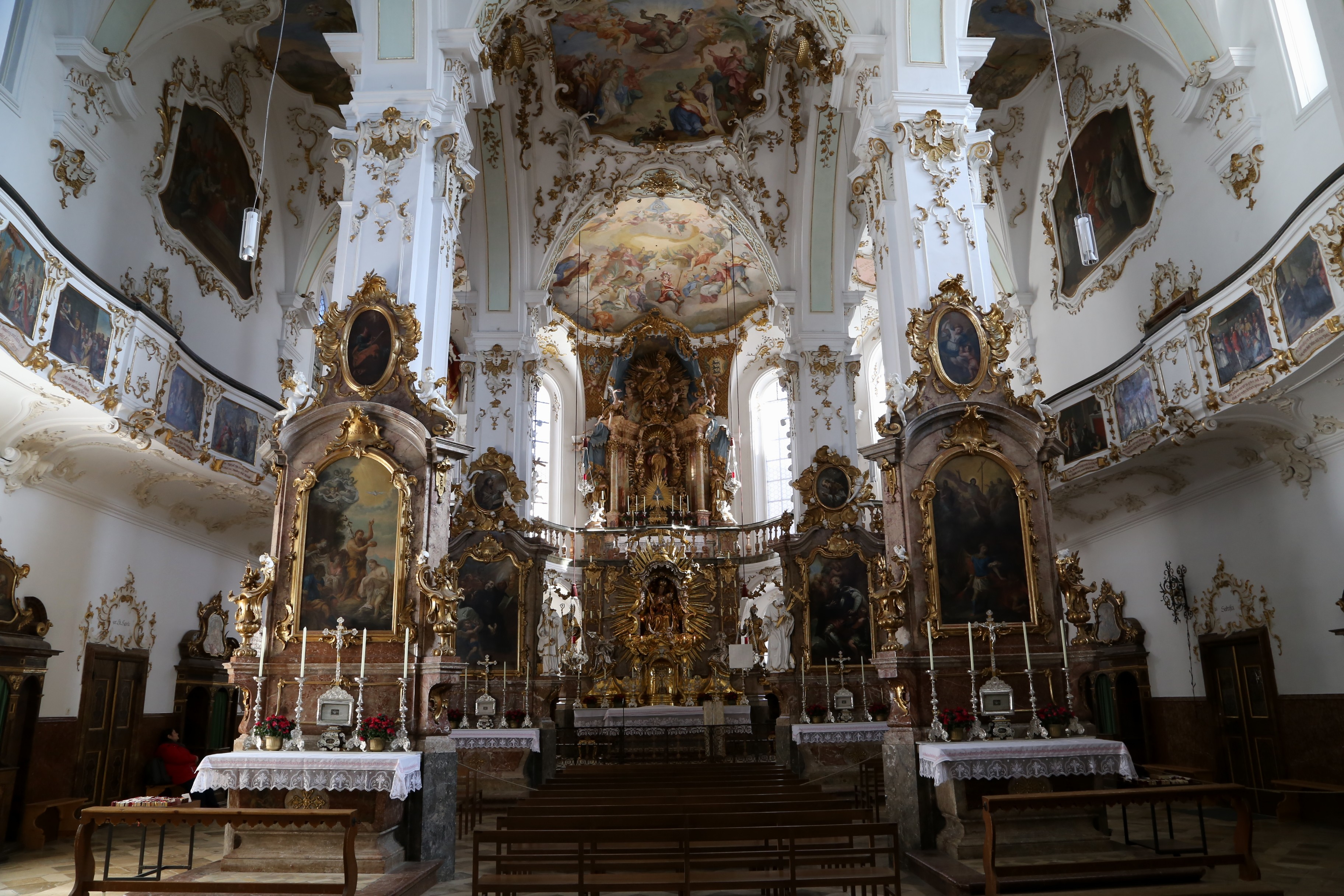
Interiorul bisericii mănăstirii din Andechs
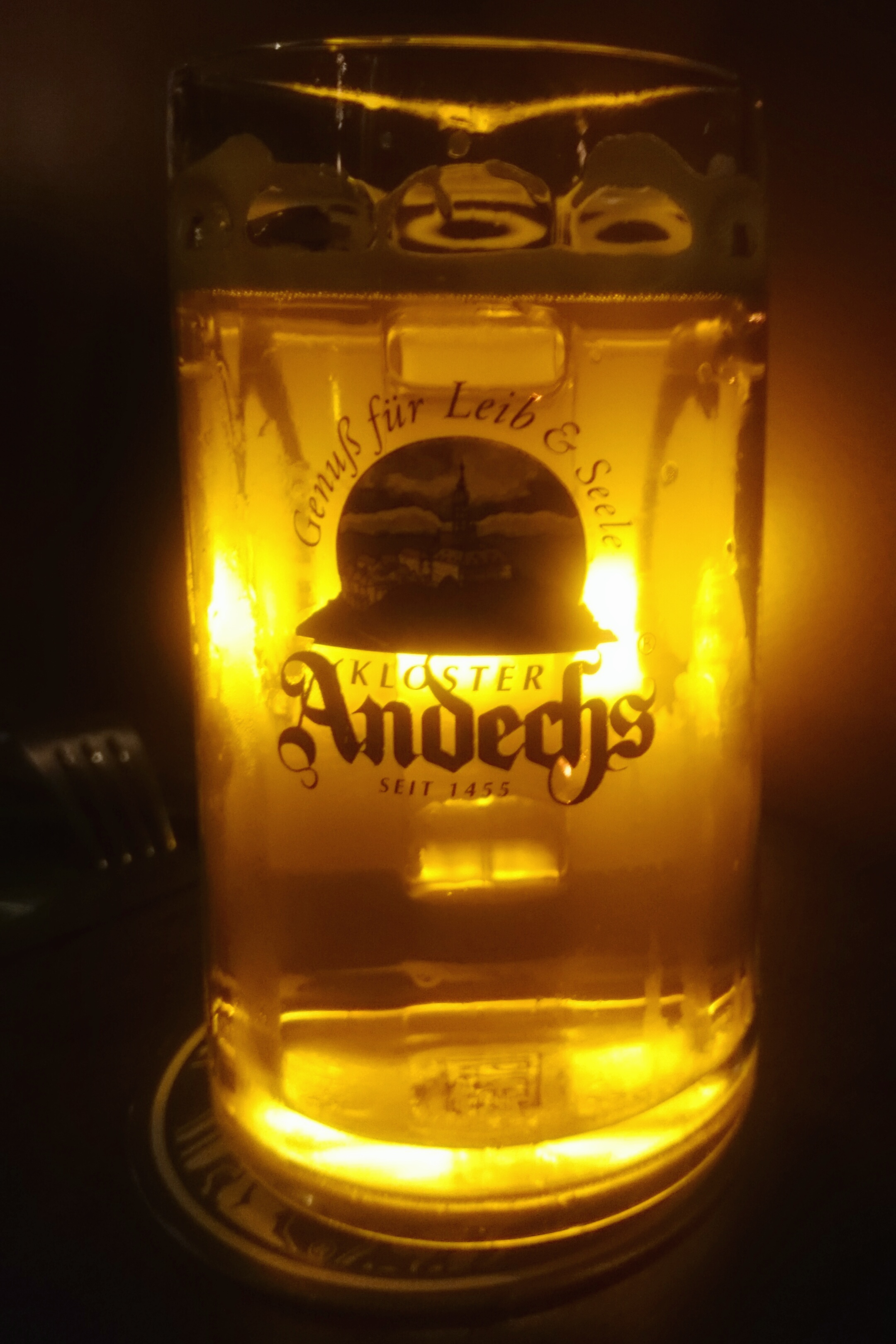
Berea de Andechs
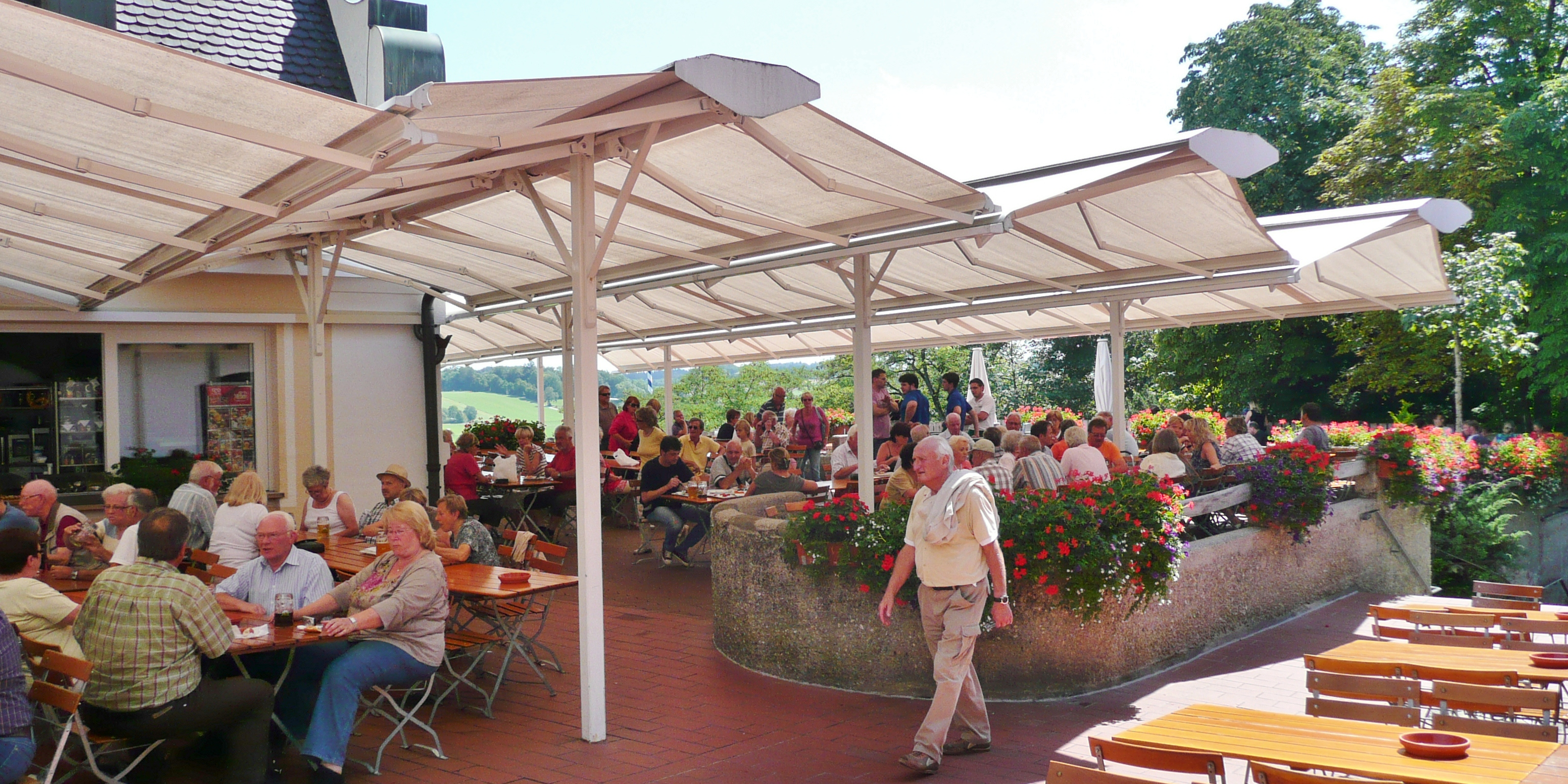
Mânăstirea Andechs, restaurant
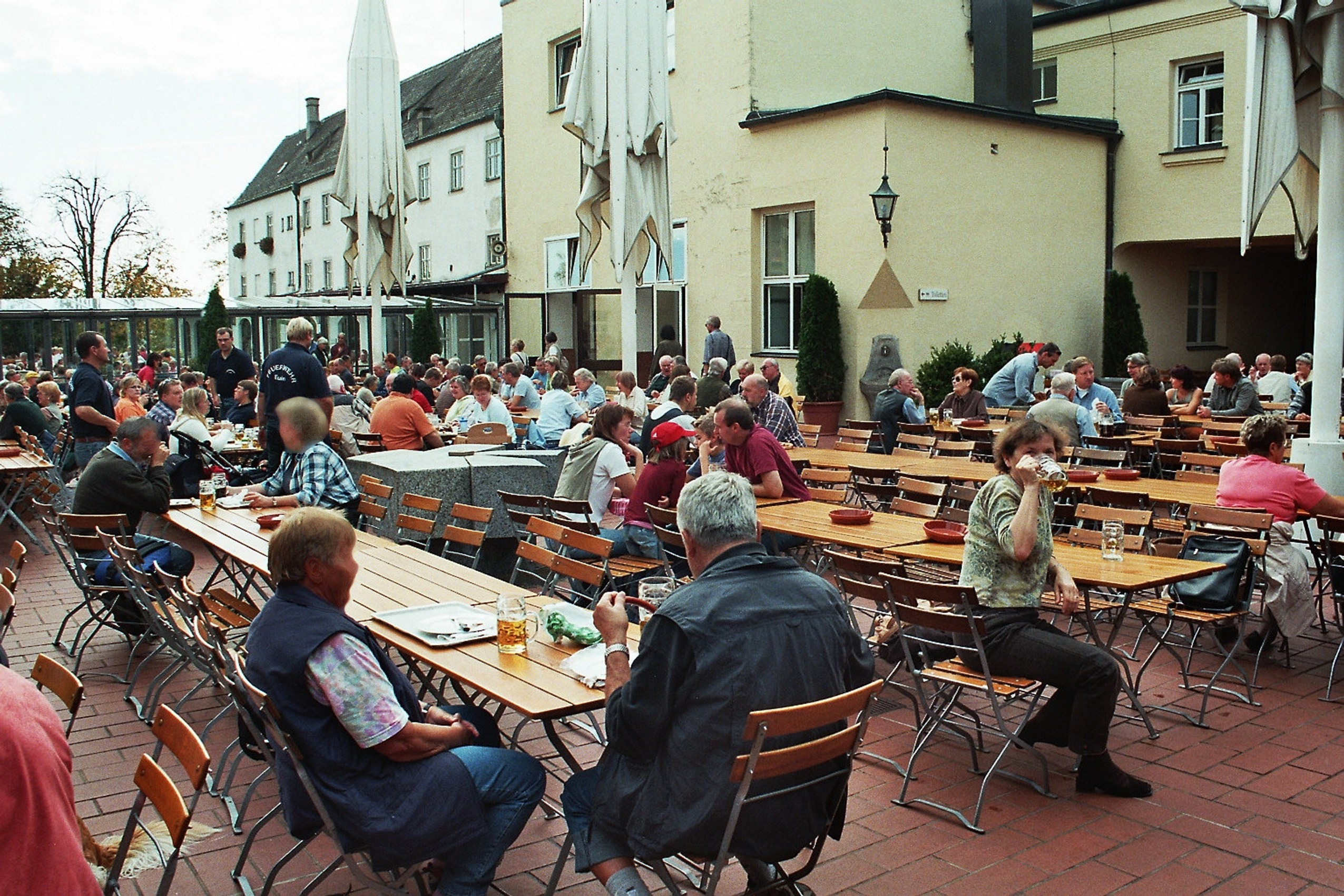
Mânăstirea Andechs, „Biergarten”